# Oberaschenbach
Oberaschenbach ist der kleinste Ortsteil der Gemeinde Nüsttal im osthessischen Landkreis Fulda. 
Der Ort liegt am Oberlauf des Aschenbaches im Osten Hessens im Naturpark Hessische Rhön. 

## Geschichte
Oberaschenbach wurde im Jahre 1487 erstmals in einer fuldischen Stiftungsurkunde als villa Eschenbach superior erwähnt. Der Ortsname wird mit Siedlung am oberen Eschen-Bach erklärt. 1896 wurde die Kapelle erbaut.

### Gebietsreform
Am 1. Februar 1971 fusionierte Oberaschenbach im Zuge der Gebietsreform in Hessen mit fünf weiteren Gemeinden freiwillig zur neuen Gemeinde Nüsttal.
Für Oberaschenbach wurde, wie für die übrigen bei der Gebietsreform nach Nüsttal eingegliederten Gemeinden, ein Ortsbezirk mit Ortsbeirat und Ortsvorsteher nach der Hessischen Gemeindeordnung gebildet.

### Einwohnerentwicklung
- 1812: 9 Feuerstellen, 82 Seelen[2]

| Oberaschenbach: Einwohnerzahlen von 1812 bis 2014 | Oberaschenbach: Einwohnerzahlen von 1812 bis 2014 | Oberaschenbach: Einwohnerzahlen von 1812 bis 2014 | Oberaschenbach: Einwohnerzahlen von 1812 bis 2014 | Oberaschenbach: Einwohnerzahlen von 1812 bis 2014 |
| --- | ------------------------------------------------- | ------------------------------------------------- | ------------------------------------------------- | ------------------------------------------------- |
| Jahr |                                                   |                                                   |                                                   | Einwohner                                         |
| 1812 | 1812                                              |                                                   | 82                                                | 82                                                |
| 1834 | 1834                                              |                                                   | 93                                                | 93                                                |
| 1840 | 1840                                              |                                                   | 89                                                | 89                                                |
| 1846 | 1846                                              |                                                   | 86                                                | 86                                                |
| 1852 | 1852                                              |                                                   | 87                                                | 87                                                |
| 1858 | 1858                                              |                                                   | 89                                                | 89                                                |
| 1864 | 1864                                              |                                                   | 85                                                | 85                                                |
| 1871 | 1871                                              |                                                   | 72                                                | 72                                                |
| 1875 | 1875                                              |                                                   | 74                                                | 74                                                |
| 1885 | 1885                                              |                                                   | 84                                                | 84                                                |
| 1895 | 1895                                              |                                                   | 76                                                | 76                                                |
| 1905 | 1905                                              |                                                   | 75                                                | 75                                                |
| 1910 | 1910                                              |                                                   | 64                                                | 64                                                |
| 1925 | 1925                                              |                                                   | 89                                                | 89                                                |
| 1939 | 1939                                              |                                                   | 70                                                | 70                                                |
| 1946 | 1946                                              |                                                   | 94                                                | 94                                                |
| 1950 | 1950                                              |                                                   | 88                                                | 88                                                |
| 1956 | 1956                                              |                                                   | 83                                                | 83                                                |
| 1961 | 1961                                              |                                                   | 79                                                | 79                                                |
| 1967 | 1967                                              |                                                   | 70                                                | 70                                                |
| 1970 | 1970                                              |                                                   | 68                                                | 68                                                |
| 1980 | 1980                                              |                                                   | ?                                                 | ?                                                 |
| 1990 | 1990                                              |                                                   | ?                                                 | ?                                                 |
| 2000 | 2000                                              |                                                   | ?                                                 | ?                                                 |
| 2011 | 2011                                              |                                                   | 42                                                | 42                                                |
| 2014 | 2014                                              |                                                   | 47                                                | 47                                                |
| Datenquelle: Historisches Gemeindeverzeichnis für Hessen: Die Bevölkerung der Gemeinden 1834 bis 1967. Wiesbaden: Hessisches Statistisches Landesamt, 1968. Weitere Quellen: ; Zensus 2011 |                                                   |                                                   |                                                   |                                                   |

### Religionszugehörigkeit
Quelle: Historisches Ortslexikon
| • 1885: | 84 katholische (= 100 %) Einwohner |
| • 1961: | 79 katholische (= 100 %) Einwohner |